# Столові прибори

Вироби ВАТ «Вільнянського заводу імені Шевченка», м. Вільнянськ, Запорізька область, Україна.

Столові прибори або столове приладдя — інструменти, призначені для маніпуляцій з їжею безпосередньо за столом. Терміном «столовий прибор» також називають куверт — комплект, набір предметів, який ставиться для їди й пиття одній людині.

## Загальний опис
Столове приладдя виготовляють з мельхіору, нержавіючої сталі, срібла та алюмінію. Найпоширеніше наряддя — з нержавіючої сталі. Алюмінієвим приладдям припиняють користуватися через те, що воно легко деформується, а його матеріал окиснюється і вступає в реакцію з продуктами. Срібне приладдя, хоч і має антибактеріальні властивості, проте досить важке, легко дряпається, йому шкодить зберігання поряд з іншими металами, окислюється (зеленіє) від варених яєць, а також і від певних продуктів, що містять яйця, як, наприклад, майонез. Тому воно не підходить для щоденного користування.

## Види приладдя
Столове приладдя діляться на дві групи: основні та допоміжні. Основні наряддя служать для споживання страв, а допоміжні — для розкладання страв із загального блюда на тарілки кожній людині.

### Основні
Основні приладдя — ножі, виделки, ложки, палички для їжі тощо.
Тип приборів визначається видом страв, для яких вони використовуються:
- закусочні (ніж, виделка) — всі холодні страви та закуски, деякі гарячі закуски: смажена шинка, яєчня, млинці. Довжина ножа приблизно дорівнює діаметру закускової тарілки.
- рибні (ніж, виделка) — рибні гарячі страви. Рибний ніж тупий, нагадує лопатку, виделка має коротші зубчики.
- столові (ніж, виделка, ложка) — перші та другі страви. Довжина столового ножа приблизно дорівнює діаметру столової тарілки, довжина виделки та ложки — дещо менша. Столові виделки та ложки використовують також для того, щоб перекласти їжу із загального блюда на свою тарілку.
- десертні (ніж, виделка, ложка) — десерт. Довжина десертного ножика приблизно дорівнює десертній тарілці, ложка зазвичай дещо коротша. Ніж трохи коротший за столовий, його кінчик загострений. Виделка має три зубці. Десертні ніж та виделку використовують при подачі пиріжків, кавунів та інших страв, а десертну ложку — при подачі солодких страв, які не треба розрізати — морозива, компотів, желе. Крім того, десертною ложкою користуються при подачі супів у чашках.
- фруктові (ніж, виделка) — відрізняється від десертних трохи меншими розмірами, виделка має два зубці.

Ложка кавова відрізняється від чайної меншими розмірами. Ложка бульйонна, що подається до бульйону в чашці, відрізняється від столової ложки меншим розміром. Виделка кокотна має три коротші та широкі зубці, ніж десертна і її використовують для споживання гарячих закусок з кокотниці та кокільниці.

### Допоміжні
Допоміжні приладдя — ножі, виделки, ложки, щипці, лопатки, ножиці тощо.

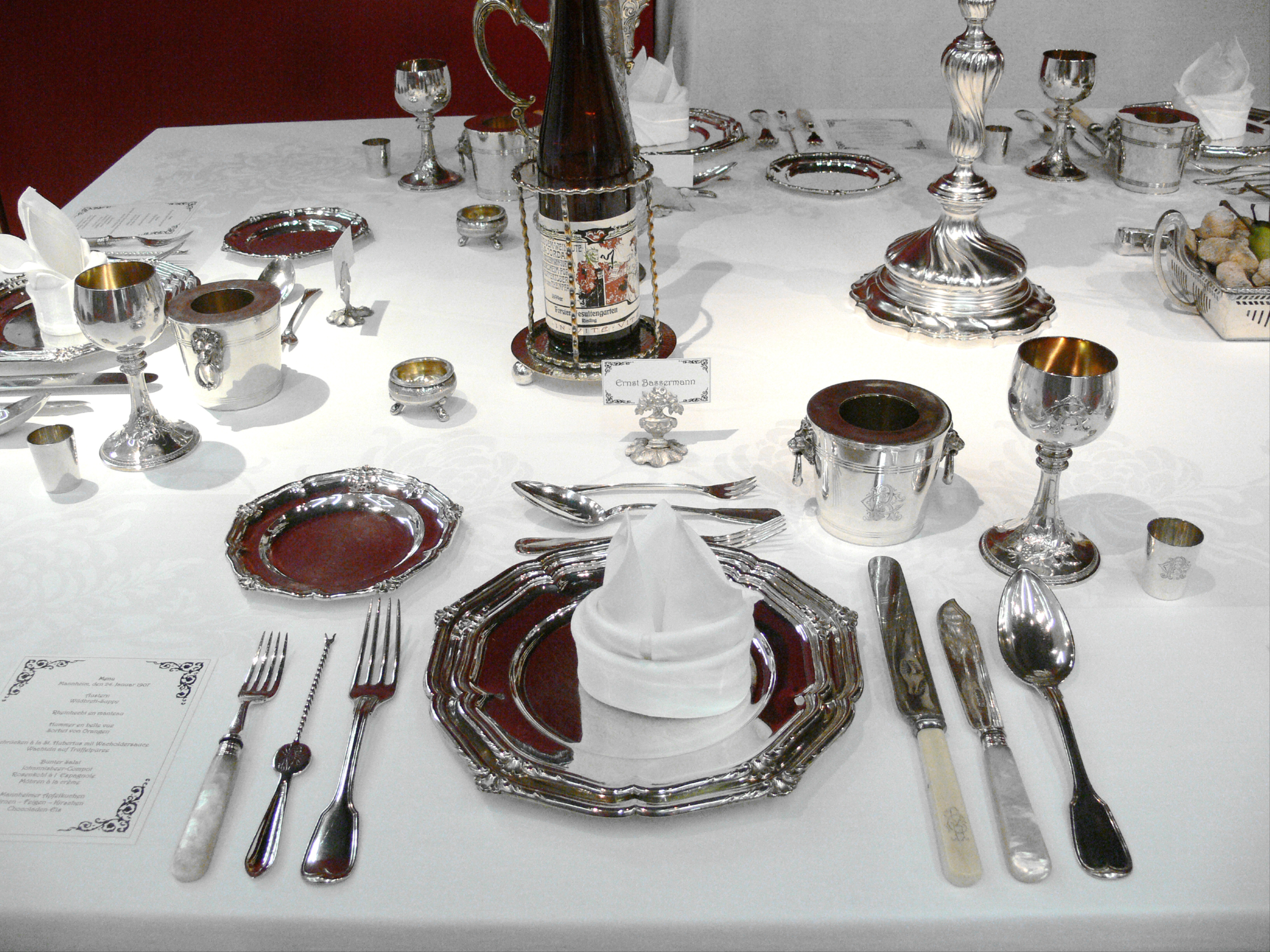
Сервірування столу

Для масла використовується ніж з широким закругленим лезом. Для сиру — ніж-виделка з серпоподібною формою із зубцями на кінчику. Для нарізання і розкладання лимона — ніж-пилка (виделка і ніж), що має два гострі зубці.
Для подачі оселедців використовується дворіжкова виделка. Виделка для перекладання рибних консервів має широку основу у вигляді лопатки та п'ять з'єднаних зубців. Виделка для раків, омарів має два гострі ріжки; для обробки крабів, омарів використовуються дві маленькі виделки, які сполучені між собою перпендикулярно. Для устриць використовується спеціальна виделка, у якій один з трьох зубців виконаний у вигляді леза консервного ножа.
Ложки для розкладання салатів більші за столові, інколи з трьома зубцями на кінці. Ложки розливні, для порціонування перших страв, солодких страв, молока, мають розміри залежно від виходу страв. Ложка для соусу має відтягнутий носик для зручності порціонування. Ложка з довгою ручкою служить для приготування змішаних напоїв; коктейлів. Ложка фігурна служить для порціонування варення в розетки. Ложка для морозива має плоску форму з ледве зігнутими краями.
Великі фігурні кондитерські лопатки використовують для перекладання тістечок та торту, можуть мати й трикутну форму.
Для перекладання борошняних кондитерських виробів використовують великі кондитерські щипці, а для цукру, шоколадного асорті — маленькі. Щипці для харчового льоду виготовляють з не корозійного металу. Щипці для спаржі використовують при подаванні спаржі на решітці.
Лопатку для ікри подають до зернистої ікри. Лопатка рибна — для перекладання холодних і гарячих рибних страв; має довгасту форму. Лопатку паштетну застосовують для розкладання паштету, рубаного оселедця. Лопатка кондитерська призначена для перекладання тортів, тістечок.
Спеціальні ножиці — для розрізання кетяга винограду на китички.